# Бутан на Летњим олимпијским играма 2020.
Бутан на Летњим олимпијским играма учествује десети пут. У свом десетом учествовању на играма Бутан је први пут имао четири представника и први пут је имао представнике у џудо и пливању.
Заставу Бутана на свечаном отварању Олимпијских игара 2020. у Токију носила је Карма која се такмичи у стреличарству.
Спортисти Бутана на овим играма нису освојили ниједну медаљу, па је Бутан остао у групи земаља које нису освајале олимпијске медаље на свим олимпијским играма на којима су учествовале.

## Учесници по спортовима

### Пливање
Захваљујући специјалној позивници Бутан се први пут такмичио у пливању на Олимпијским играма.
Мушкарци
| Такмичар      | Дисциплина     | Група | Група   | Полуфинале       | Полуфинале       | Финале           | Финале           |
| Такмичар      | Дисциплина     | Време | Пласман | Време            | Пласман          | Време            | Пласман          |
| ------------- | -------------- | ----- | ------- | ---------------- | ---------------- | ---------------- | ---------------- |
| Сангај Тензин | 100 м слободно | 57,57 | 68/71   | Није се пласирао | Није се пласирао | Није се пласирао | Није се пласирао |

### Стреличарство
Bутанска стреличарка Карма се директно квалификовала на Олимпијске игре, зато што је освојила једно од три слободна места на Азијском првенству 2019. у Бангкоку, Тајланд. Ово је први пут да је неки бутански спортиста испунио олимпијску квоту у било ком спорту.
Жене
| Стреличар | Дисциплина  | Пласман  | Пласман | Коло 64 так.       | Коло 32 так.       | Коло 16 так        | Четвртфинале       | Полуфинале         | Финале             | Финале            |
| Стреличар | Дисциплина  | Резултат | Пласман | Противник Резултат | Противник Резултат | Противник Резултат | Противник Резултат | Противник Резултат | Противник Резултат | Место             |
| --------- | ----------- | -------- | ------- | ------------------ | ------------------ | ------------------ | ------------------ | ------------------ | ------------------ | ----------------- |
| Карма     | Појединачно | 616      | 56      | Кумари Пор. 0–6    | Није се пласирала  | Није се пласирала  | Није се пласирала  | Није се пласирала  | Није се пласирала  | Није се пласирала |

### Стрељаштво
Бутан је добио позив да на Олимпијске игре пошаље стрељачицу у дисциплини ваздушна пушка, под условом да испуни минимални квалификациони скор до 5. јуна 2021. године.
Жене
| Стрелац       | Дисциплина         | Квалификације | Квалификације | Финале            | Финале            | Пласман |
| Стрелац       | Дисциплина         | Резултат      | Пласман       | Резултат          | Укупно            | Пласман |
| ------------- | ------------------ | ------------- | ------------- | ----------------- | ----------------- | ------- |
| Кунзанг Ленчу | Ваздушна пушка 10м | 618,1         | 43            | Није се пласирала | Није се пласирала | 43/50   |

## Џудо
Захваљујући специјалној позивници Бутан се први пут такмичио у џудоу на Олимпијским играма.
Мушкарци
| Џудиста         | Дисциплина | 1. коло            | 1/8 финала         | 1/4 финала         | Полуфинале         | Финале             | Репесаж 1          | Репесаже 1/4 финале | Репесаж полуфинале | Борба за бронзу    | Поз.             |
| Џудиста         | Дисциплина | Противник Резултат | Противник Резултат | Противник Резултат | Противник Резултат | Противник Резултат | Противник Резултат | Противник Резултат  | Противник Резултат | Противник Резултат | Поз.             |
| --------------- | ---------- | ------------------ | ------------------ | ------------------ | ------------------ | ------------------ | ------------------ | ------------------- | ------------------ | ------------------ | ---------------- |
| Нгаванг Намгјел | –60 кг     | Акуш ИЗГ 001–100   | Није се пласирао   | Није се пласирао   | Није се пласирао   | Није се пласирао   | Није се пласирао   | Није се пласирао    | Није се пласирао   | Није се пласирао   | Није се пласирао |